# Tošio Suzuki
Tošio Suzuki (japonsko 鈴木 利男), japonski dirkač Formule 1, * 10. marec 1955, Saitama, Japonska.
Tošio Suzuki je upokojeni japonski dirkač Formule 1. V svoji karieri je nastopil le na dveh dirkah v sezoni 1993, ko je na domači in predzadnji dirki sezone za Veliko nagrado Japonske dosegel dvanajsto mesto, na zadnji dirki sezone za Veliko nagrado Avstralije pa štirinajsto mesto. Ob tem je v sezoni 1979 osvojil prvenstvo Japonske Formule 3, v sezoni 1995 pa še Japonske Formule 3000.

## Popoln pregled rezultatov Formule 1
(legenda) (odebeljene dirke pomenijo najboljši štartni položaj, poševne pa najhitrejši krog, †-uvrščen kljub odstopu)
| Leto | Moštvo       | Šasija         | Motor           | 1   | 2   | 3  | 4   | 5   | 6   | 7   | 8   | 9  | 10  | 11  | 12  | 13  | 14  | 15     | 16     | Prv | Toč |
| ---- | ------------ | -------------- | --------------- | --- | --- | -- | --- | --- | --- | --- | --- | -- | --- | --- | --- | --- | --- | ------ | ------ | --- | --- |
| 1993 | Larrousse F1 | Larrousse LH93 | Lamborghini V12 | JAR | BRA | EU | SMR | ŠPA | MON | KAN | FRA | VB | NEM | MAD | BEL | ITA | POR | JAP 12 | AVS 14 | -   | 0   |